# Perù ai Giochi della II Olimpiade
Il Perù partecipò ai Giochi olimpici di Parigi dal 14 maggio al 28 ottobre 1900. La partecipazione peruviana a questa Olimpiade non è riconosciuta ufficiale dal CIO.
L'unico peruviano a Parigi fu Carlos de Candamo.

## Scherma
| Evento   | Pos.     | Schermidore       | Primo turno              | Quarti                      | Ripescaggio                  | Semifinali | Finale    |
| -------- | -------- | ----------------- | ------------------------ | --------------------------- | ---------------------------- | ---------- | --------- |
| Fioretto | 25°-34°  | Carlos de Candamo | Qualificato dalla giuria | Al ripescaggio dalla giuria | Non qualificato dalla giuria | Eliminato  | Eliminato |
| Spada    | 35°-104° | Carlos de Candamo | 3°-6° in pool M          | Non qualificato             | -                            | Eliminato  | Eliminato |